# Motín del té
El Motín del té (en inglés Boston Tea Party) tuvo lugar el 16 de diciembre de 1773 en Boston, Massachusetts, en el que se lanzaron al mar tres cargamentos de té.
Un grupo de colonos disfrazados de amerindios arrojó al mar la carga de té de tres buques británicos. Fue un acto de protesta de los colonos estadounidenses contra Gran Bretaña y es considerado un precedente de la guerra de independencia de los Estados Unidos.
La rebelión de los colonos en el puerto de Boston fue consecuencia de la aprobación por Gran Bretaña en 1773 
de la Ley del té, que gravaba la importación proveniente de la metrópoli de distintos productos, incluido el té, para beneficiar a la Compañía Británica de las Indias Orientales, a quien los colonos boicoteaban comprando el té de los Países Bajos.

## Antecedentes
La Ley del sello de 1765 y las Townshend Act ('Leyes de Townshend') de 1767 hicieron que los colonos se disgustaran por las decisiones británicas para imponer tributos a las colonias sin previa consulta en el Parlamento de Westminster. La batalla representa una de las masacres de Boston. Uno de los manifestantes era John Hancock. En 1768, la embarcación Liberty de Hancock fue retenida por funcionarios de aduanas y se le imputaron cargos de contrabando (ya que su té provenía de colonias de los Países Bajos y no de colonias inglesas). Lo defendió John Adams y las acusaciones fueron retiradas finalmente. Sin embargo, Hancock tuvo que afrontar después otros cientos de acusaciones.

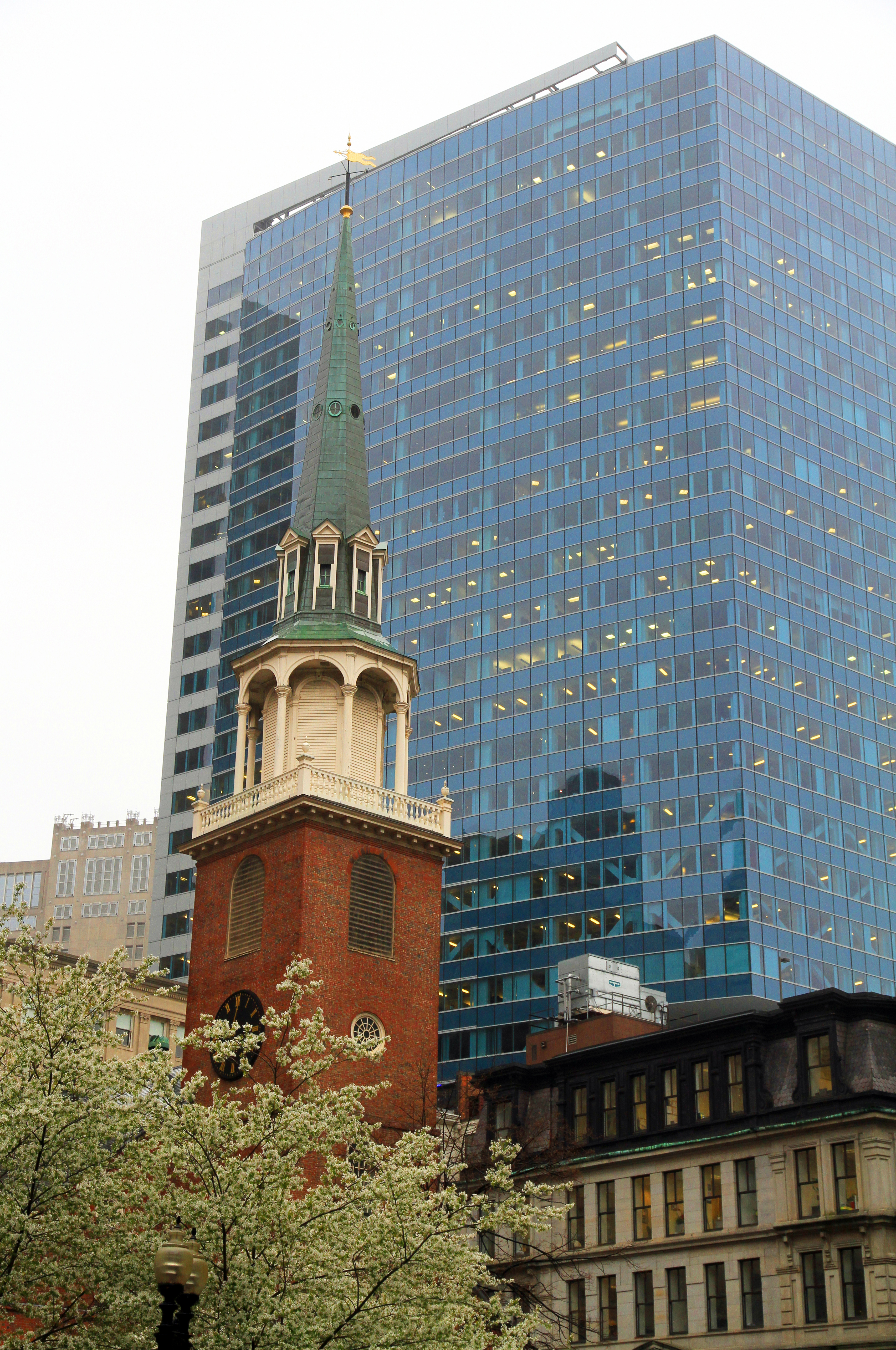
Old South Meeting House

Hancock organizó un boicot al té proveniente de China y vendido por la Compañía Británica de las Indias Orientales, cuyas ventas en las colonias cayeron de 145 000 kg a 240 kg. Ya en 1773, la compañía tenía grandes deudas, enormes stocks de té en los depósitos y ninguna perspectiva de ventas, puesto que contrabandistas como Hancock importaban el té sin pagar aranceles. El gobierno británico aprobó la Tea Act (Ley del té), que permitió a la Compañía de las Indias Orientales vender el té directamente a las colonias sin pagar ningún arancel o impuesto de aduanas en Gran Bretaña, a cambio de abonar el arancel colonial, que era mucho menor. Esta suspensión de impuestos permitió a la Compañía vender a precios menores de los ofrecidos por los colonos comerciantes y contrabandistas.
Los colonos, en especial los contrabandistas acaudalados, se ofendieron por el trato de favor a una gran compañía que había actuado como lobby y ejercido gran influencia en el Parlamento. A consecuencia de esto, se produjeron protestas en Filadelfia y Nueva York, pero fueron las manifestaciones que tuvieron lugar en Boston las que dejaron huella en la historia. Aún habiéndose recuperado del incidente de las «cartas de Hutchinson», los pobladores de Boston sospechaban que el nuevo impuesto del té era simplemente otro intento del parlamento británico para apabullar la autonomía colonial. Samuel Adams, algunos prósperos contrabandistas y otros que habían obtenido provecho del contrabando del té, exigieron a los representantes y consignatarios de la Compañía Británica de las Indias Orientales que abandonasen sus puestos. Los consignatarios que dudaban eran atemorizados con ataques a sus depósitos e incluso a sus casas.
El primero de los muchos barcos cargados de té de la Compañía Británica de las Indias Orientales era el HMS Dartmouth, el cual arribó a Boston a finales de noviembre de 1773. En ese momento, se encontraron en un callejón sin salida entre las autoridades portuarias y el grupo que se hacía llamar Hijos de la Libertad. Samuel Adams avivó a la creciente multitud en una serie de asambleas de protesta. Miles de personas asistieron a estas asambleas provenientes de la ciudad y de las áreas periféricas, cada reunión más grande que la anterior. Las multitudes pedían el desacato no solo al Parlamento británico, la Compañía de las Indias Orientales y al HMS Dartmouth, sino también al gobernador Thomas Hutchinson, quien luchaba para que el té fuese desembarcado. La noche del 16 de diciembre de 1773, la asamblea de protesta en la Old South Meeting House de Boston fue la más grande vista hasta entonces. Se estima que asistieron alrededor de 8000 personas.

## Hechos
La noche del mismo día, se puso en marcha el movimiento. Antes de que se descargara el té, los Hijos de la Libertad (según fuentes, entre 60 y 150 personas) se disfrazaron como indios mohawk, dejaron la gran asamblea de protesta y se dirigieron al muelle de Griffin, donde estaban el Dartmouth y los recién llegados Beaver y Eleanour. Rápida y eficientemente, armados con hachas y cuchillos, amedrentaron a los marineros y subieron cajas de té de la bodega a la cubierta (prueba razonable de que algunos de los «indios» eran, en efecto, estibadores). Abrieron las cajas y arrojaron el té por la borda. En este trabajo, que duró hasta entrada la noche, se emplearon menos de tres horas, actuando los asaltantes de forma rápida y eficiente. Al amanecer, 45 toneladas de té por un valor estimado de 10 000 libras habían sido vertidas a las aguas del puerto de Boston. Nada más fue dañado o robado, a excepción de la rotura accidental de un candado que fue reemplazado anónimamente poco después. El té estuvo flotando en las orillas alrededor de Boston durante semanas.

## Reacción
El hecho generó las críticas de funcionarios tanto de la colonia como británicos. Por ejemplo, Benjamín Franklin declaró que el costo del té debía ser reembolsado y ofreció pagarlo con su propio dinero. Desde la metrópoli se tomaron medidas represivas contra las colonias. El gobierno británico cerró el puerto de Boston en 1774 como represalia y declaró el estado de excepción, instaurando otras leyes conocidas como Intolerable Acts (Leyes intolerables), también llamadas Coercive Acts (Leyes coercitivas) o Punitive Acts (Leyes punitivas). Sin embargo, también inspiraron actos similares que se llevaron a cabo posteriormente, como la quema del barco Peggy Stewart. Tiempo después se demostró que el Motín del té fue una de las muchas causas que llevaron a la guerra de Independencia de Estados Unidos. Al menos, este motín y la reacción que lo siguió sirvieron para consolidar el apoyo a los revolucionarios de las trece colonias, quienes, a fin de cuentas, tuvieron éxito en la guerra de la independencia.
En cuanto al consumo del té, muchos colonos, en Boston y otros lugares del país, juraron no tomar dicha bebida como señal de protesta, prefiriendo otras infusiones herbales y el café. No obstante, este movimiento social de protesta contra el consumo de té no fue duradero.

## Influencia internacional
El motín del té en Boston es mundialmente conocido y fue inspiración para otras rebeliones. Por ejemplo, Erik Erikson señaló en su libro Gandhi's Truths (Las verdades de Gandhi) que después de haberse reunido con el virrey británico en 1930, tras la Marcha de la sal, Mahatma Gandhi tomó un poco de sal, exenta de aranceles, de su manta y dijo, con una sonrisa, que la sal debía hacer recordar al famoso motín del té en Boston.
El reverendo Martin Luther King Jr. también mencionó el motín en su carta desde la cárcel de Birmingham, donde lo refiere como ejemplo de desobediencia civil en su nación.